# Urosaurus bicarinatus
Urosaurus bicarinatus är en ödleart som beskrevs av  Duméril 1856. Urosaurus bicarinatus ingår i släktet Urosaurus och familjen Phrynosomatidae.
Hannar är på ovansidan gråaktig med flera mörka tvärstrimmor. Artens huvud är 12,5 mm långt och 10,5 mm brett, kroppslängden utan svans är 52,5 mm och bakbenen är nästan 30 mm långa.
Denna ödla förekommer i nästan hela västra Mexiko längs kusten och vid Mexico City även i centrala delar. Den lever i låglandet och i bergstrakter upp till 1600 meter över havet. Exemplaren vistas i torra tropiska skogar och i buskskogar. Honor lägger ägg.
För beståndet är inga hot kända. Hela populationen anses vara stabil. IUCN kategoriserar arten globalt som livskraftig.

## Underarter
Arten delas in i följande underarter:
- U. b. bicarinatus
- U. b. anonymorphus
- U. b. nelsoni
- U. b. spinosus
- U. b. tuberculatus